# Czarnica 2
Czarnica 2 (biał. Чарніца 2; ros. Черница-2, Czernica-2) – wieś na Białorusi, w obwodzie witebskim, w rejonie dokszyckim, w sielsowiecie Berezyna. W 2009 roku liczyła 23 mieszkańców.